# Fuchs im Bau
Fuchs im Bau (englischer Titel: Fox in a Hole, Alternativtitel: Der Lehrer) ist ein österreichischer Spielfilm von Arman T. Riahi aus dem Jahr 2020. Das Drama handelt von Lehrern und Schülern einer Klasse in einer Wiener Jugendstrafanstalt. Der erfahrenen und etwas eigenwilligen Gefängnislehrerin Elisabeth Berger (dargestellt von Maria Hofstätter) wird der jüngere, ehrgeizige Lehrer Hannes Fuchs (Aleksandar Petrović) zur Seite gestellt. Durch deren unkonventionelle Unterrichtsmethoden entdeckt Fuchs seine eigene Kreativität wieder und erkennt die Hilferufe der verschlossenen Gefängnisinsassin Samira (Luna Jordan).
Premiere von Fuchs im Bau war am 9. Oktober 2020 am Internationalen Filmfestival Warschau. Der Film wurde zum Filmfestival Max Ophüls Preis 2021 in den Wettbewerb Spielfilm eingeladen und gewann mehrere Auszeichnungen.

## Handlung
Nach dem Suizid seines Sohnes Felix bricht der Lehrer Hannes Fuchs den Kontakt zu seinen Bandkollegen ab, mit denen er als Schlagzeuger aufgetreten war. Er fängt eine neue Stelle als Gefängnislehrer für Jugendliche an. Dabei wird er von der eigenwilligen Lehrerin Elisabeth Berger unter die Fittiche genommen. Deren unkonventionelle Erziehungsmethoden sind dem Gefängnisleiter Vanicek schon lange ein Dorn im Auge. So gibt Berger ihren Schülern keine Hausaufgaben auf, favorisiert die Maltherapie und besucht spontan die Gefängnisküche, um gemeinsam Apfelstrudel zu backen. Auch der Aufseher Weber versucht Fuchs auf seine Seite zu ziehen, um den Weggang Bergers zu beschleunigen, da sie ihm zu viel Unruhe unter den Insassen verursacht.
Fuchs‘ Versuche, mit Hausarbeiten und Fragebögen mehr Struktur in Bergers Unterricht zu bringen, werden von ihr im Keim erstickt. Bereits an seinem zweiten Tag kommt es zu einem gewalttätigen Vorfall unter den Schülern, als Berger ihn kurz mit der Klasse allein lässt. Die androgyne Samira schlägt ihrem Mitschüler Sala ins Gesicht, nachdem dieser sie sexuell belästigt hatte. Sie hatte ihren Vater einst ins Koma geschlagen, seitdem redet sie kein Wort mehr. Um das Mädchen vor einer Einweisung in die Psychiatrie zu schützen, bittet Tara Ketabi von der Jugendgerichtshilfe Fuchs darum, ihr Vertrauen zu gewinnen. Er schmuggelt Samira, die zu selbstverletzendem Verhalten neigt, heimlich Farbe in ihre Zelle, damit sie weiter der Maltherapie nachgehen kann.
Als Berger einen Schwächeanfall erleidet, rät ihr der Gefängnisleiter kürzerzutreten. Sie will aber die Leitung des Unterrichts weder abgeben noch teilen, damit Weber nicht die Kontrolle über die Schüler erlangt. Berger stiehlt Fuchs den Generalschlüssel, um ihn in Misskredit zu bringen und betrinkt sich zu Hause. Fuchs besucht sie, stellt sie zur Rede und beide schließen Frieden miteinander. Gemeinsam hämmern sie eine Tür mit Rahmen aus der Wand von Bergers Wohnung, um den Schülern zu zeigen, was es für ein besonders Gefühl ist, sollten sie eines Tages entlassen werden.
Als Samira nach dem Gefängnisbesuch ihrer Mutter versucht, sich mit einem von Fuchs in die Zelle geschmuggelten Pinsel zu erstechen, nimmt Berger die Schuld auf sich und wird suspendiert. Weber hatte zuvor der Presse einen Tipp über den Vorfall zugespielt. Der Kunstunterricht wird daraufhin eingestellt und Fuchs übernimmt die Leitung der Klasse. Berger rät ihm bei ihrem Abschied, „das Richtige“ zu tun. Als Samira auf der Krankenstation Feuer legt und von Fuchs gerettet werden kann, stellt er auf der Trauerfeier des verstorbenen Vaters ihre Mutter zur Rede. Es stellt sich heraus, dass die Eltern ihrer Tochter weibliche Hormone verabreicht haben, damit sie sich zu einem normalen Mädchen entwickelt. Fuchs greift zum Ärger Webers auf eine unkonventionelle Unterrichtsmethode zurück und lässt, beginnend mit dem desillusionierten Sala, die Schüler auf improvisierten Instrumenten Musik machen. Auch fordert er ein, Samira von der Krankenstation zu holen und medizinisch untersuchen zu lassen. Während Berger mit ihrem Motorrad ans Meer fährt, führt Fuchs am Ende regulär seinen Musikunterricht ein.

## Produktion und Hintergrund

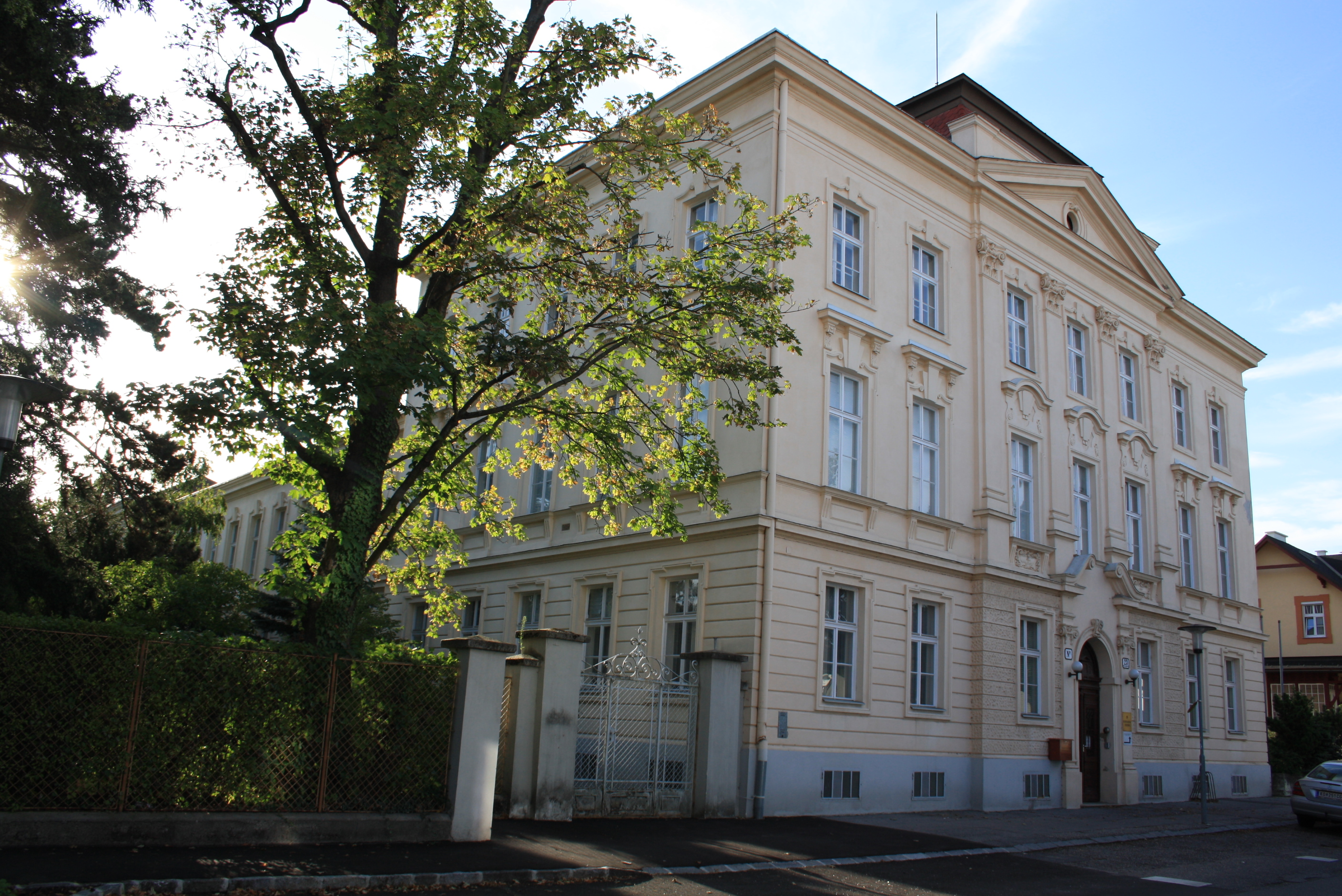
Einer der Drehorte: das ehemalige Bezirksgericht in Stockerau

Die Dreharbeiten fanden an 32 Drehtagen vom 1. Juli bis zum 16. August 2019 statt, gedreht wurde in Niederösterreich, Wien und Südtirol. Hauptdrehort war das ehemalige Bezirksgericht in Stockerau und das angeschlossene Gefängnis.
Produziert wurde der Film von der Golden Girls Filmproduktion (Produzenten Arash T. Riahi und Karin C. Berger). Unterstützt wurde die Produktion vom Österreichischen Filminstitut, von Filmstandort Austria (FISA), vom Filmfonds Wien und vom Land Niederösterreich. Beteiligt war der Österreichische Rundfunk.
Die Kamera führte Mario Minichmayr. Für Ton und Tongestaltung zeichneten Atanas Tcholakov und Nils Kirchhoff verantwortlich, für das Kostümbild Monika Buttinger, für das Szenenbild Martin Reiter, für die Maske Fatma Reil und für das Casting Nicole Schmied.
Das Drehbuch von Arman T. Riahi basiert auf einem realen Hintergrund. Wolfgang Riebinger bildete das Vorbild für Lehrerin Berger, Riebinger selbst wirkte im Film als Koch mit und war Lehrer in der Justizanstalt Wien-Josefstadt. Riahi lernte Riebinger im Zuge seiner Recherche für seinen ersten Kino-Dokumentarfilm Schwarzkopf kennen, in dem es um junge Rapper ging, die Österreicher sind, sich aber nicht als solche fühlten. Manche der Burschen waren im Gefängnis oder in Untersuchungshaft. Nachdem Riahi die Justizanstalt Wien-Josefstadt kontaktierte, wurde er an die Gefängnisschule weiterverwiesen, wo er Riebinger kennenlernte.

## Veröffentlichung
Fuchs im Bau sollte auf der ursprünglich im März 2021 geplanten Diagonale in Graz als Eröffnungsfilm gezeigt werden. Aufgrund der COVID-19-Pandemie wurde die Diagonale auf Juni 2021 verschoben. Der österreichische Kinostart war am 18. Juni 2021.

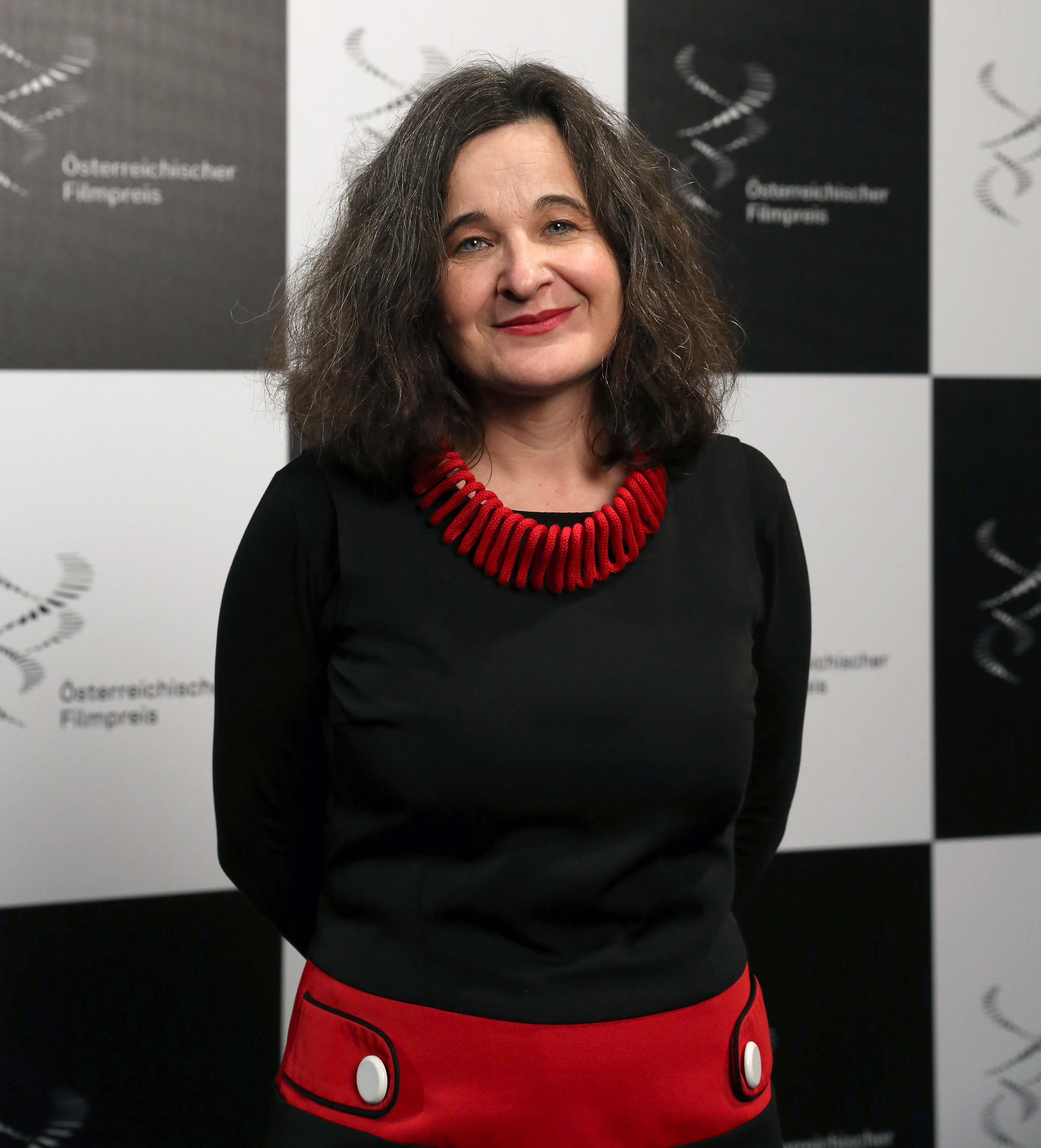
Maria Hofstätter übernahm die Rolle der resoluten Gefängnislehrerin Elisabeth Berger.

Premiere von Fuchs im Bau war am 9. Oktober 2020 am Internationalen Filmfestival Warschau. In Deutschland wurde die österreichische Produktion erstmals ab 18. Januar 2021 auf dem 42. Filmfestival Max Ophüls Preis im Wettbewerb Spielfilm gezeigt. Aufgrund der COVID-19-Pandemie wurde das Nachwuchsfilmfestival nicht wie üblich vor Ort in Kinos in Saarbrücken, sondern komplett als Online-Edition organisiert. Die Jury des Filmpreises des Saarländischen Ministerpräsidenten (Beste Regie) lobte den Film für seine „milde Form von Science Fiction“ und für die „jahrelange Recherche“. Sie hob das Zusammenspiel der Hauptdarsteller Aleksandar Petrović und Maria Hofstätter hervor, sowie die Schulklasse, die „voller differenzierter Nebenfiguren“ sei. Die Drehbuchjury lobte die Geschichte für ihren Bruch mit Konventionen sowie ihre skurrile, originelle und kauzige Erzählweise. Riahi erzähle „mit kristallklarer Härte, ohne Angst vor Emphase und mit einer großen Portion Menschlichkeit“. Auch die Jugendjury erwähnte „die vielschichtigen Charaktere“ und die überzeugende Schauspielleistung von Luna Jordan in der Rolle der Samira.
Der Kinostart in Deutschland war am 19. Mai 2022. Am 26. November 2022 wurde der Film auf Flimmit veröffentlicht. Im Rahmen der Edition österreichischer Film von Hoanzl und dem Standard erschien der Film 2023 auf DVD. ORF-Premiere war anlässlich des 60. Geburtstages von Maria Hofstätter am 29. März 2024.

## Rezeption
Nach Bert Rebhandl (Frankfurter Allgemeine Zeitung) stehe Fuchs im Bau „in der Tradition einer positiven Pädagogik, wie sie Robin Williams in ‚Club der toten Dichter‘ für das amerikanische Mainstreamkino besonders deutlich geprägt hat“. Regisseur Riahi lasse „sich von Vorbildern aber nicht irritieren“, sondern finde „einen sehr eigenen Tonfall“. Rebhandl lobte die „starke Rolle“ von Maria Hofstätter und bezeichnete die Leistung von Aleksandar Petrović als großartig. Er mache klar, „dass das Gefälle zwischen Lehrer und Schülern kaum vorhanden“ sei.
Jakob Dibold dagegen kritisierte im österreichischen Filmmagazin Ray, dass unglaublich verbissen Handlungsfragmente zu einem Ganzen gefügt würden, das holpriges Stückwerk bliebe. Von Samira, Fuchs und Berger würden wir nur Oberflächen sehen, leere Hüllen, denen durch nachdenkliche Andeutungen, wilde Gefühlsausbrüche und nervöse Kamera nachvollziehbares Leben eingehaucht werden soll. Einzig für die Einblicke in pädagogischen Jugendstrafvollzug sei der Film ansehnlich, vorausgesetzt man ignoriere das Color Grading.
Reinhard Kriechbaum bezeichnete Fuchs im Bau auf drehpunktkultur.at als tollen Schauspieler-Film, der mehr Momentaufnahme als stringente Geschichte, mehr Impressionismus als Sozialkritik sei. Der Film fasziniere durch sein Flechtwerk an unterschiedlichsten Psychogrammen. Man würde angeregt, über all diese Menschen und ihre halbfertigen, oft geknickten und eingerissenen Lebensläufe nachzudenken.
Christian Klosz vergab auf filmpluskritik.com acht von zehn Sternen, kritisierte allerdings, dass bis zum Schluss leider nicht ganz klar würde, worum es bei Samiras Konflikt genau geht, die Andeutungen blieben vage. Als Zuschauer hätte man sich gewünscht, dass der Konflikt etwas klarer aufgelöst würde. Trotzdem bezeichnete er Fuchs im Bau als gelungenen, sehenswerten Film, stellte sich aber die Frage, ob Riahi nicht doch die Komödie besser liege.

## Auszeichnungen und Nominierungen
Filmfestival Max Ophüls Preis 2021
- Auszeichnung für die beste Regie[27]

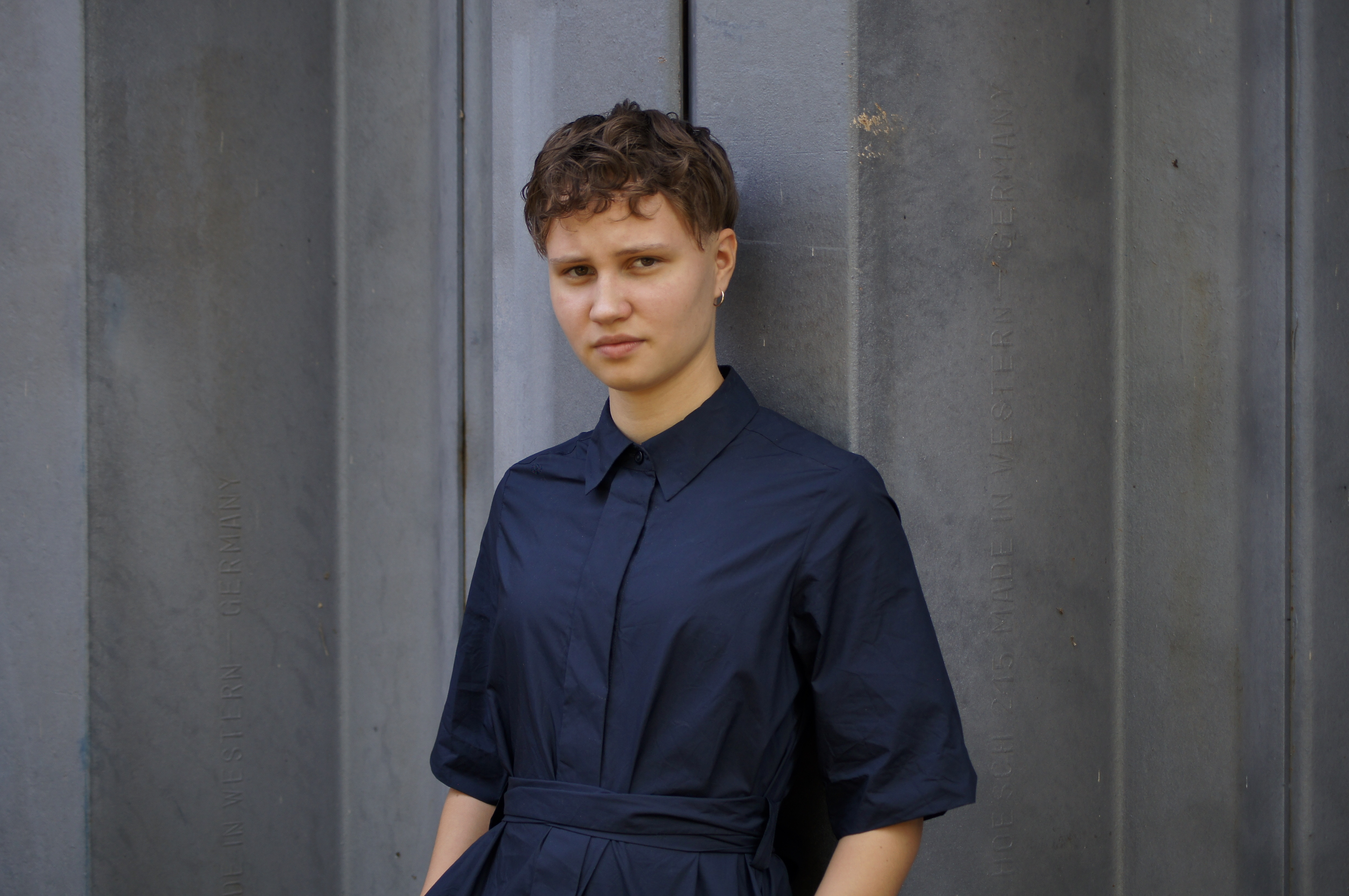
Luna Jordan ist in Fuchs im Bau als verschlossene Gefängnisinsassin Samira zu sehen.

- Auszeichnung mit dem Fritz-Raff-Drehbuchpreis
- Auszeichnung mit dem Preis der Jugendjury
- Nominierung als bester Spielfilm
- Nominierung für den Darstellerpreis (Luna Jordan)[28]

Thomas-Pluch-Drehbuchpreis 2021
- Nominierung für Hauptpreis (Arman T. Riahi)
- Auszeichnung mit dem Spezialpreis (Arman T. Riahi)[29][30]

Deutscher Schauspielpreis 2021
- Auszeichnung in der Kategorie Schauspielerin in einer Hauptrolle (Maria Hofstätter)[31]
- Nominierung in der Kategorie Starker Auftritt (Anica Dobra)[32]

Diagonale 2021
- Auszeichnung mit dem Preis Diagonale-Preis Schnitt für die beste künstlerische Montage Spielfilm (Karina Ressler und Joana Scrinzi)[33][34]

Fünf Seen Filmfestival 2021
- Auszeichnung mit dem DACHS-Drehbuchpreis (Arman T. Riahi)[35]

Günter-Rohrbach-Filmpreis 2021
- Nominierung für den Hauptpreis[36]
- Auszeichnung mit dem Darstellerpreis (Maria Hofstätter)[37][38]
- Auszeichnung mit dem Preis der Saarland Medien GmbH (Arman T. Riahi)[37][38]

Biberacher Filmfestspiele 2021
- Auszeichnung mit dem Goldenen Biber[39][40][41]
- Auszeichnung mit dem Sonderpreis für die beste Filmmusik (Karwan Marouf)

Festival del Cinema Europeo 2021
- Auszeichnung als bester Film mit dem Goldenen Olivenbaum[42]

Romyverleihung 2022
- Auszeichnung in der Kategorie beliebteste Schauspielerin Film (Maria Hofstätter)[43][44]
- Nominierung in der Kategorie Bester Film Kino[45]
- Nominierung in der Kategorie Bestes Drehbuch Kino (Arman T. Riahi)
- Nominierung in der Kategorie Bester Schnitt Kino (Karina Ressler und Joana Scrinzi)

Österreichischer Filmpreis 2022
- Nominierung als Bester Spielfilm (Produktion Arash T. Riahi, Karin C. Berger, Regie Arman T. Riahi)
- Auszeichnung für die Beste weibliche Darstellerin (Maria Hofstätter)
- Nominierung für den Besten männlichen Darsteller (Aleksandar Petrović)
- Auszeichnung für die Beste weibliche Nebenrolle (Luna Jordan)
- Nominierung für die Beste männliche Nebenrolle (Andreas Lust)
- Nominierung für die Beste Regie (Arman T. Riahi)
- Nominierung für das Beste Drehbuch (Arman T. Riahi)
- Auszeichnung für die Beste Musik (Karwan Marouf)
- Nominierung für den Besten Schnitt (Karina Ressler und Joana Scrinzi)
- Auszeichnung für den Besten Ton (Atanas Tcholakov, Originalton; Nils Kirchhoff, Sounddesign; Manuel Meichsner, Mischung)